# ديباك كومار (لاعب رماية)
ديباك كومار (بالهندية: दीपक कुमार؛ بالإنجليزية: Deepak Kumar) هو لاعب رماية هندي، ولد في 5 نوفمبر 1987 في دلهي في الهند.